# Portable Document Format

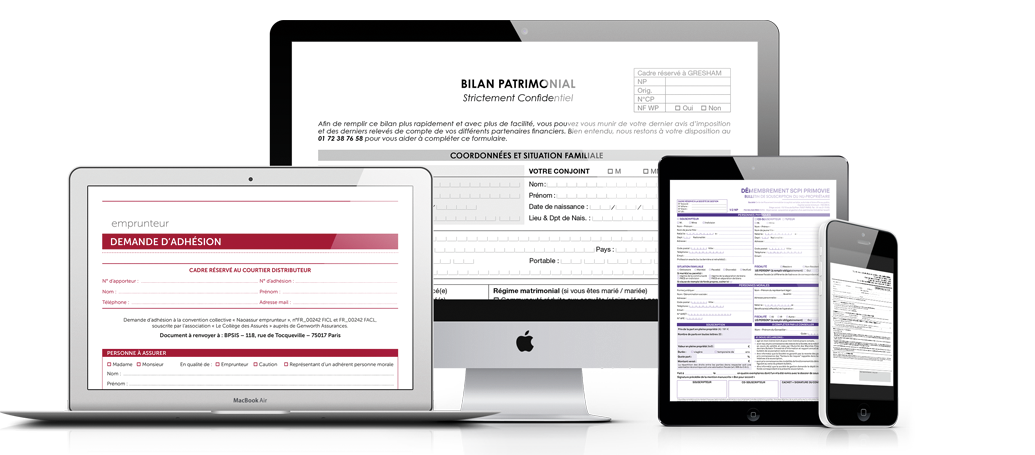
Formulare în format PDF

Portable Document Format, abreviat PDF, este un format de fișier creat de compania Adobe Systems în anul 1993.